# Casablanca (prefeitura)
A  prefeitura de Casablanca é uma subdivisão exclusivamente urbana da região marroquina de Casablanca-Settat. Está localizada na costa atlântica, o seu território corresponde a cidade de Casablanca. Tem uma área de 217 km² e uma população de 3.359.818 habitantes(em 2014). A sua capital é a cidade de Casablanca.

## História
A prefeitura de Casablanca foi criada em 1955 e até a reforma administrativa de 2015 fazia parte da extinta região da Grande Casablanca.

## Clima
A temperatura média anual na área é de 22 ° C. O mês mais quente é agosto, quando a temperatura média é de 29°C, e o mais frio é janeiro, com 13°C. A precipitação média anual é de 452 milímetros. O mês mais chuvoso é novembro, com média de 137 mm de precipitação, e o mais seco é agosto, com 1 mm de precipitação.

## Demografia
O crescimento populacional da prefeitura foi o seguinte:
| em 1994   | em 2004   | em 2014   |
| --------- | --------- | --------- |
| 2.717.125 | 2.949.805 | 3.359.818 |

## Organização administrativa
A prefeitura de Casablanca está dividida em 2 Municípios.

### Os Municípios
Os municipios são divisões de caracter urbano.
| Municípios             | Habitantes (em 2014) |
| ---------------------- | -------------------- |
| Casablanca             | 3.357.173            |
| Mechouar de Casablanca | 2.645                |

#### O Município de Casablanca
O município de Casablanca esta dividido em 8 Prefeituras de Bairro, que por sua vez se dividem em 16 Bairros.
| Prefeituras de Bairro   | Habitantes (em 2014) | Bairros                                       |
| ----------------------- | -------------------- | --------------------------------------------- |
| Casablanca-Anfa         | 454.908              | Anfa, El Maarif , Sidi Belyout                |
| Al Fida-Mers Sultan     | 288.426              | Al-Fida, Mers-Sultan                          |
| Aïn Sebaâ-Hay Mohammadi | 425.916              | Aîn-Sebaâ, Assoukhour Assawda , Hay Mohammadi |
| Hay Hassani             | 468.542              | Hay-Hassani                                   |
| Aïn Chock               | 377.744              | Aïn Chock                                     |
| Sidi Bernoussi          | 627.968              | Sidi Bernoussi, Sidi Moumen                   |
| Ben M’sick              | 248.138              | Ben M'Sick, Sbata                             |
| Moulay Rachid           | 465.531              | Moulay Rachid, Sidi Othmane                   |